# تلمبه حسین بن علی
تلمبه حسین بن علی یک منطقهٔ مسکونی در ایران است که در دهستان نگار واقع شده‌است. تلمبه حسین بن علی ۳۵ نفر جمعیت دارد.